# Roca Génesis

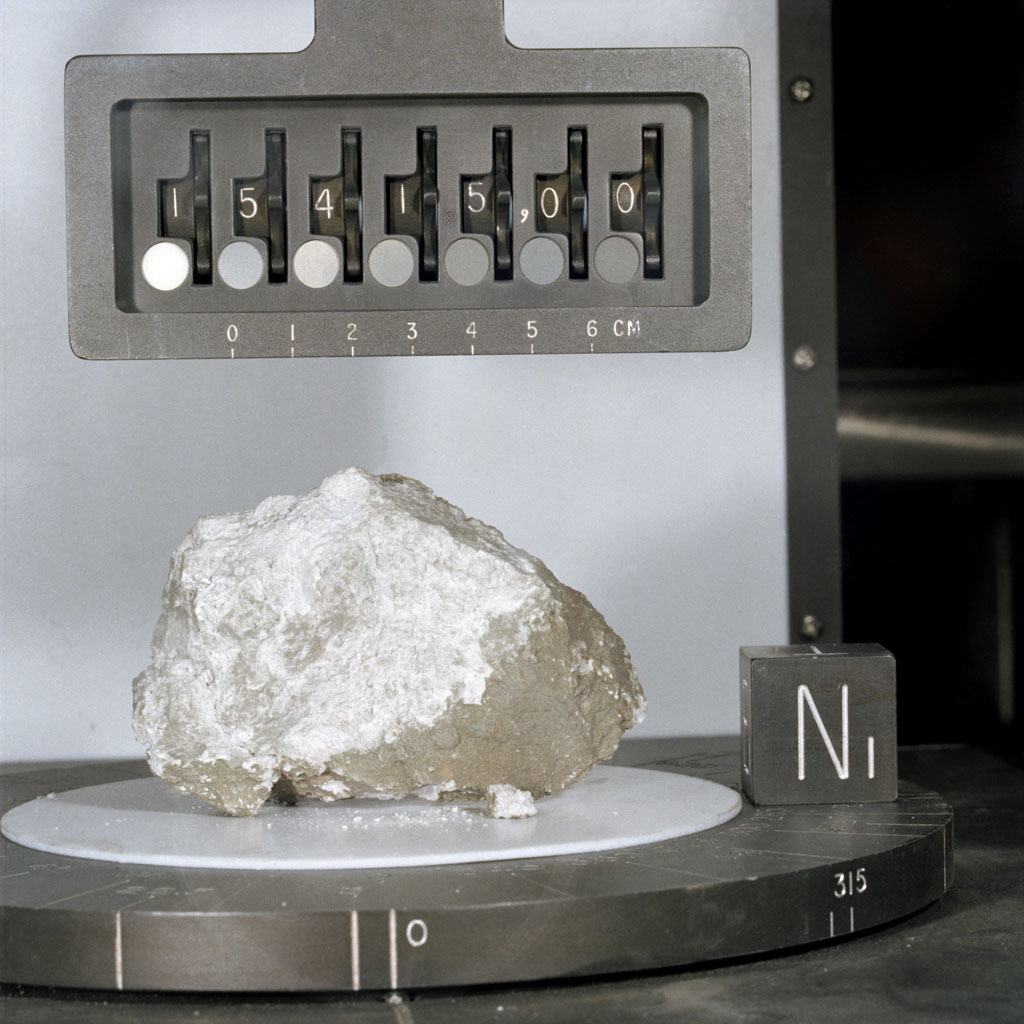
La roca Génesis.

La roca Génesis es una muestra de roca lunar recogida por los astronautas del Apolo 15 James Irwin y David Scott en 1971 durante su segunda actividad extravehicular lunar. Actualmente se almacena en el Fondo del Laboratorio de Muestras Lunares en Houston, Texas.
El análisis químico de la roca Génesis indica que es una anortosita, compuesta principalmente de un tipo de feldespato plagioclasa conocido como anortita. La roca se formó en las primeras etapas del Sistema Solar, hace por lo menos cuatro mil millones de años. Fue recogida en el cráter Spur de la Luna, cerca de otras rocas de su tipo.

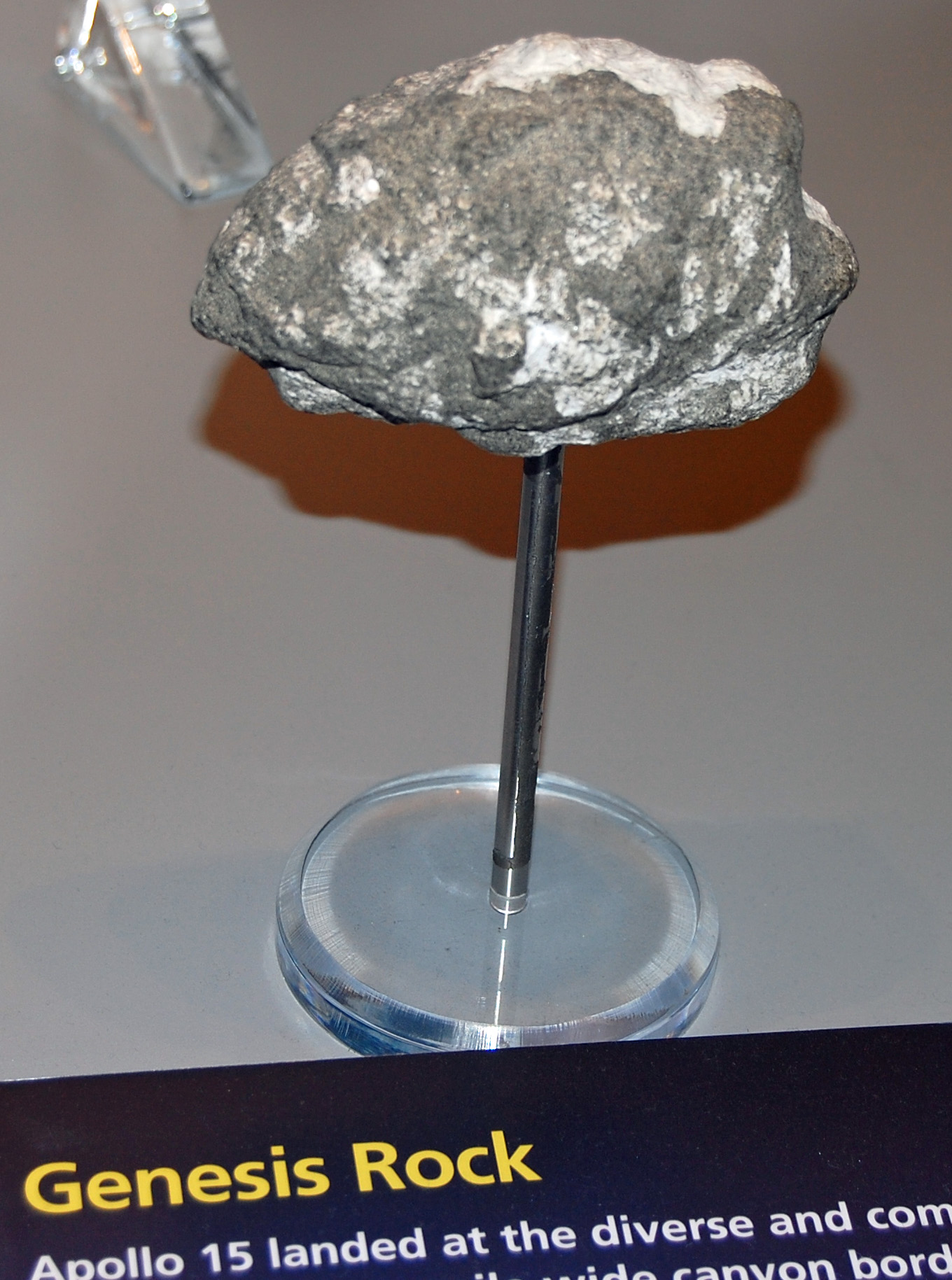
Réplica de la roca Génesis recobrada por el Apolo 15 en el Salón de la Fama de Astronautas de los Estados Unidos.

Originalmente se pensó que habían encontrado un trozo de la corteza primordial de la Luna, pero su posterior análisis inicial mostró que la roca solo tiene 4.1 ± 0.1 mil millones de años, es decir es más joven que la propia Luna; y fue formada después de que la corteza de la Luna se solidificó. Pero aun así es una muestra extremadamente antigua, del período Pre-Nectárico. El fechado de piroxenos de otras muestras de anortosita dieron una edad de cristalización de samario-neodimio de 4460 millones de años.
El Sistema Solar se formó solamente 100 millones de años antes.